# Grande Prêmio da Itália de 1993
Resultados do Grande Prêmio da Itália de Fórmula 1 realizado em Monza em 12 de setembro de 1993. Décima terceira etapa da temporada, foi vencido pelo britânico Damon Hill, da Williams-Renault.

## Resumo
No final da corrida, Christian Fittipaldi tenta ultrapassar Pierluigi Martini,  seu companheiro de equipe na Minardi, na linha de chegada. O italiano fecha o brasileiro, que dá um looping nas quatro rodas e bate com força no asfalto. Mesmo com o carro destruído, Christian terminou em oitavo.
Primeira e única corrida de Marco Apicella na F-1. Ele substituiu o belga Thierry Boutsen, que resolveu se aposentar na etapa anterior. Apicella percorreu apenas 800 metros após se envolver em um acidente logo após a largada e depois resolveu abandonar o monoposto, sendo o piloto com a carreira mais breve da categoria. Ele deu lugar ao piloto Emanuele Naspetti, que correu apenas a etapa posterior no qual também abandonou e definitivamente foi substituído pelo norte-irlandês Eddie Irvine.
Mesmo obtendo um pódio, Michael Andretti é despedido da Mclaren devido aos seus péssimos resultados ao longo da temporada. Sendo assim, faz a sua última corrida na F-1, dando lugar ao finlandês Mika Häkkinen. Disputou 13 corridas com 7 abandonos, 2 oitavos lugares, 1 quinto lugar, um sexto lugar, um decimo quarto lugar e um terceiro lugar, conquistando 7 pontos e terminando em 11º na temporada, finalizado assim sua breve passagem pela categoria.
Última corrida em que Riccardo Patrese pontua.

## Classificação

### Treinos classificatórios
| Pos.   | Nº | Piloto               | Construtor              | Voltas   | Tempo/Diferença | Grid    |
| ------ | -- | -------------------- | ----------------------- | -------- | --------------- | ------- |
| 1      | 2  | Alain Prost          | Williams-Renault        | 1:22.163 | 1:21.179        | —       |
| 2      | 0  | Damon Hill           | Williams-Renault        | 1:22.283 | 1:21.491        | + 0.318 |
| 3      | 27 | Jean Alesi           | Ferrari                 | 1:22.625 | 1:21.986        | + 0.807 |
| 4      | 8  | Ayrton Senna         | McLaren-Ford            | 1:23.310 | 1:22.633        | + 1.454 |
| 5      | 5  | Michael Schumacher   | Benetton-Ford           | 1:23.888 | 1:22.910        | + 1.731 |
| 6      | 28 | Gerhard Berger       | Ferrari                 | 1:23.750 | 1:23.150        | + 1.971 |
| 7      | 12 | Johnny Herbert       | Lotus-Ford              | 1:25.463 | 1:23.769        | + 2.590 |
| 8      | 10 | Aguri Suzuki         | Footwork-Mugen/Honda    | 1:26.127 | 1:23.856        | + 2.677 |
| 9      | 7  | Michael Andretti     | McLaren-Ford            | 1:25.348 | 1:23.899        | + 2.720 |
| 10     | 6  | Riccardo Patrese     | Benetton-Ford           | 1:26.082 | 1:23.918        | + 2.739 |
| 11     | 9  | Derek Warwick        | Footwork-Mugen/Honda    | 1:24.673 | 1:24.048        | + 2.869 |
| 12     | 25 | Martin Brundle       | Ligier-Renault          | 1:24.608 | 1:24.137        | + 2.958 |
| 13     | 30 | J. J. Lehto          | Sauber                  | 1:24.298 | 1:24.419        | + 3.119 |
| 14     | 26 | Mark Blundell        | Ligier-Renault          | 1:25.238 | 1:24.344        | + 3.165 |
| 15     | 29 | Karl Wendlinger      | Sauber                  | 1:25.016 | 1:24.473        | + 3.294 |
| 16     | 19 | Philippe Alliot      | Larrousse-Lamborghini   | 1:25.529 | 1:24.807        | + 3.628 |
| 17     | 3  | Ukyo Katayama        | Tyrrell-Yamaha          | 1:26.300 | 1:24.886        | + 3.707 |
| 18     | 4  | Andrea de Cesaris    | Tyrrell-Yamaha          | 1:25.482 | 1:24.916        | + 3.737 |
| 19     | 14 | Rubens Barrichello   | Jordan-Hart             | 1:26.664 | 1:25.144        | + 3.965 |
| 20     | 20 | Erik Comas           | Larrousse-Lamborghini   | 1:26.323 | 1:25.257        | + 4.078 |
| 21     | 21 | Michele Alboreto     | Scuderia Italia-Ferrari | 1:26.287 | 1:25.368        | + 4.189 |
| 22     | 24 | Pierluigi Martini    | Minardi-Ford            | 1:25.903 | 1:25.478        | + 4.299 |
| 23     | 15 | Marco Apicella       | Jordan-Hart             | 1:51.300 | 1:25.672        | + 4.493 |
| 24     | 23 | Christian Fittipaldi | Minardi-Ford            | 1:26.135 | 1:25.699        | + 4.520 |
| 25     | 22 | Luca Badoer          | Scuderia Italia-Ferrari | 1:26.049 | 1:25.957        | + 4.778 |
| 26     | 11 | Pedro Lamy           | Lotus-Ford              | 1:26.380 | 1:26.324        | + 5.145 |
| Fonte: |    |                      |                         |          |                 |         |

### Corrida
| Pos.   | Nº | Piloto               | Construtor              | Voltas | Tempo/Diferença | Grid | Pontos |
| ------ | -- | -------------------- | ----------------------- | ------ | --------------- | ---- | ------ |
| 1      | 0  | Damon Hill           | Williams-Renault        | 53     | 1:17:07.509     | 2    | 10     |
| 2      | 27 | Jean Alesi           | Ferrari                 | 53     | + 40.012        | 3    | 6      |
| 3      | 7  | Michael Andretti     | McLaren-Ford            | 52     | + 1 volta       | 9    | 4      |
| 4      | 29 | Karl Wendlinger      | Sauber                  | 52     | + 1 volta       | 15   | 3      |
| 5      | 6  | Riccardo Patrese     | Benetton-Ford           | 52     | + 1 volta       | 10   | 2      |
| 6      | 20 | Erik Comas           | Larrousse-Lamborghini   | 52     | + 1 volta       | 20   | 1      |
| 7      | 24 | Pierluigi Martini    | Minardi-Ford            | 51     | + 2 voltas      | 22   |        |
| 8      | 23 | Christian Fittipaldi | Minardi-Ford            | 51     | + 2 voltas      | 24   |        |
| 9      | 19 | Philippe Alliot      | Larrousse-Lamborghini   | 51     | + 2 voltas      | 16   |        |
| 10     | 22 | Luca Badoer          | Scuderia Italia-Ferrari | 51     | + 2 voltas      | 25   |        |
| 11     | 11 | Pedro Lamy           | Lotus-Ford              | 49     | Pane elétrica   | 26   |        |
| 12     | 2  | Alain Prost          | Williams-Renault        | 48     | Motor           | 1    |        |
| 13     | 4  | Andrea de Cesaris    | Tyrrell-Yamaha          | 47     | Pressão do óleo | 18   |        |
| 14     | 3  | Ukyo Katayama        | Tyrrell-Yamaha          | 47     | + 6 voltas      | 17   |        |
| Ret    | 21 | Michele Alboreto     | Scuderia Italia-Ferrari | 23     | Suspensão       | 21   |        |
| Ret    | 5  | Michael Schumacher   | Benetton-Ford           | 21     | Engine          | 5    |        |
| Ret    | 26 | Mark Blundell        | Ligier-Renault          | 20     | Acidente        | 14   |        |
| Ret    | 28 | Gerhard Berger       | Ferrari                 | 15     | Suspensão       | 6    |        |
| Ret    | 12 | Johnny Herbert       | Lotus-Ford              | 14     | Spun Off        | 7    |        |
| Ret    | 25 | Martin Brundle       | Ligier-Renault          | 8      | Colisão         | 12   |        |
| Ret    | 8  | Ayrton Senna         | McLaren-Ford            | 8      | Colisão         | 4    |        |
| Ret    | 10 | Aguri Suzuki         | Footwork-Mugen/Honda    | 0      | Colisão         | 8    |        |
| Ret    | 9  | Derek Warwick        | Footwork-Mugen/Honda    | 0      | Colisão         | 11   |        |
| Ret    | 30 | J. J. Lehto          | Sauber                  | 0      | Colisão         | 13   |        |
| Ret    | 14 | Rubens Barrichello   | Jordan-Hart             | 0      | Colisão         | 19   |        |
| Ret    | 15 | Marco Apicella       | Jordan-Hart             | 0      | Colisão         | 23   |        |
| Fonte: |    |                      |                         |        |                 |      |        |

## Tabela do campeonato após a corrida
| Pos.   | Piloto             | Pontos |
| ------ | ------------------ | ------ |
| 1      | Alain Prost        | 81     |
| 2      | Damon Hill         | 58     |
| 3      | Ayrton Senna       | 53     |
| 4      | Michael Schumacher | 42     |
| 5      | Riccardo Patrese   | 20     |
| Fonte: |                    |        |

| Pos.   | Equipe           | Pontos |
| ------ | ---------------- | ------ |
| 1      | Williams-Renault | 139    |
| 2      | Benetton-Ford    | 62     |
| 3      | McLaren-Ford     | 60     |
| 4      | Ligier-Renault   | 21     |
| 5      | Ferrari          | 20     |
| Fonte: |                  |        |

- Nota: Somente as primeiras cinco posições estão listadas e a campeã mundial de construtores surge grafada em negrito.